# ديدر براون
ديدر براون (بالإنجليزية: Deidre Brown)‏ هي مؤرخة نيوزيلندية، ولدت في 1970.